# Molophilus mongana
Molophilus mongana är en tvåvingeart som beskrevs av Günther Theischinger 1992. Molophilus mongana ingår i släktet Molophilus och familjen småharkrankar. Inga underarter finns listade i Catalogue of Life.